# Wilhelm Canaris
Wilhelm Franz Canaris (n. 1 ianuarie 1887 în Aplerbeck, Dortmund – d. 9 aprilie 1945, spânzurat în lagărul de concentrare Flossenbürg). A fost șeful serviciului de spionaj militar german, Abwehr, pentru cea mai mare parte a celui de-Al Doilea Război Mondial, până în 1944 (la 30 iunie), când a fost eliminat în urma activităților sale antihitleriste.

## Începuturile carierei
Canaris s-a născut la 1 ianuarie 1887, Aplerbeck, cartier din Dortmund, Westfalia. Mama, născută Popp; tatăl său, de origine greacă, maistru-forjer, socialist și admirator al lui Bismarck era un patriot al Imperiului German. Autobiografia lui Canaris a trecut revizuiri în timp, în funcție de oportunități. În ultima variantă, tatăl său devenise industriașul Carl Canaris (director al uzinei siderurgice „Applerbecker Hütte”) și, consecutiv cu începerea ostilităților cu Grecia, neînrudit cu revoluționarul și ministrul grec al marinei Konstantinos Kanaris (d. 1877) (înrudire cu care se lăudase într-o variantă anterioară), care se trăgea dintr-o familie de ofițeri italieni de origină greacă stabilită în Lombardia, Italia.
Wilhelm, un elev inteligent și dotat - cu aptitudini pentru studiul limbilor - a decis, spre dezamăgirea părinților, să se înroleze la 1 aprilie 1905 la Kiel cadet în marina militară imperială. Cu aspirații la o carieră militară și dezavantajat că nu făcea parte din clasa socială aristocrată a junkerilor, Canaris s-a declarat a fi fost rudă îndepărtată a amiralului grec Konstantinos Kanaris[A], decedat cu zece ani înainte de nașterea lui Wilhelm, fapt neconfirmat cu documente.
În 1907 Canaris s-a îmbarcat la bordul crucișătorului Bremen, pornit spre America de Sud „pentru a proteja cetățenii germani aflați în această zonă turbulentă”. Dotat cu o minte ascuțită și un spirit politic dezvoltat, el a analizat mecanismul acestor turbulențe sud-americane, cu puciuri și alte revolte, și a scris un raport doct și detaliat pe care l-a remis autorității de resort din Berlin. În baza acestui raport, ministerul de externe al Germaniei l-a racolat ca agent informator.
În mai 1910 este ofițer pe un torpilor aflat într-o vizită amicală în țările scandinave, de unde trimite un raport detaliat despre agenții britanici rezidenți din Norvegia și Danemarca.
În octombrie 1912 face cu crucișătorul „Dresden” o vizită în marea Egee. A reușit să racoleze cetățeni germani domiciliați în zona balcanică și Turcia ca informatori ai seviciului german de spionaj.
Canaris a fost ofițer combatant în Primul Război Mondial, la bordul navei SMS Dresden. La 8 decembrie 1914 la bătălia de la Insulele Falkland  (spaniolă :Islas Malvinas) a fost prins și deținut ca prizonier de război în Chile. A evadat în august 1915 și s-a reîntors în patrie, unde fost decorat cu ordinul Crucea de Fier și  transferat la serviciul de informații. A debutat în spionaj în Spania. După eșuarea unei tentative britanice de a-l asasina, Canaris s-a reîntors în serviciul activ și a terminat războiul în funcția de comandant evidențiat de submarin. În timpul luptelor din Mediterană, i-au fost atribuite lui și echipajului său scufundarea a 18 nave . După încheierea războiului a fost ofițer activ în Freikorps, apoi în marina militară a Republicii de la Weimar. În 1919, a făcut parte din tribunalul militar care i-a judecat pe membrii organizației paramilitare Freikorps care i-au asasinat pe Rosa Luxemburg și Karl Liebknecht (cei mai mulți au fost exonerați). Canaris a participat de asemeni la „Puciul lui Kapp” (o tentativă de lovitură de stat din 1920).

### Un specialist în spionaj
Viața particulară a lui Canaris, fire deosebită, discretă, a rămas neclară. Puținele date biografice cunoscute conțin inconsecvențe și ambiguități. A avut o soție și două fiice, dar viața de familie părea să-l preocupe mai puțin decât cei doi câini danezi și calul său de rasă.
„ Canaris a fost un om deosebit de inteligent, sensibil și plin de calități. El și-a iubit câinii și calul chiar mai mult decât alte creaturi. Mi-a spus adesea, „Schellenberg, reamintește-ți permanent bunătatea animalelor. Vezi, câinii mei danezi sunt discreți și nu mă vor trăda niciodată, eu nu pot spune asta despre vreo ființă umană”. - Walter Schellenberg”
Până la sfârșitul Primului Război Mondial acest ofițer de marină poliglot (vorbea curent cinci limbi: germana, engleza, franceza, spaniola și greaca) și-a creat bune relații politice și militare în cadrul misiunilor sale de informator al ministerului de externe al Germaniei.
În 1924, în Republica de la Weimar, Canaris fondează și conduce «Organizația» de informații și spionaj, precursoarea Abwehrului. În această poziție el voiajază în diferite țări, leagă relații de amiciție și pune bazele viitoarei Coloane a cincea germane. Canaris l-a protejat pe tânărul ofițer de marină, Reinhard Heydrich (scos din serviciul marinei militare în 1931, care a devenit ulterior, în timpul regimului nazist  comandant în SS și șeful Securității, RSHA).
Canaris și-a reluat activitatea în serviciul de informații în 1931, iar, după preluarea puterii de către naziști, a fost numit la 1 ianuarie 1935 șef al serviciului de informații al armatei, „Amtsgruppe Abwehr” („Departamentul Apărare”).
Cariera amiralului Canaris a fost marcată de mari decorații germane:
— Crucea de Fier - clasa I-a și a II-a;
— Crucea de argint;
— Crucea de Onoare;
— Crucea Hindenburg;
— Panglicele de 12 și de 25 de ani de serviciu în Wehrmacht.

## Perioada nazistă

### Rezistența din armată

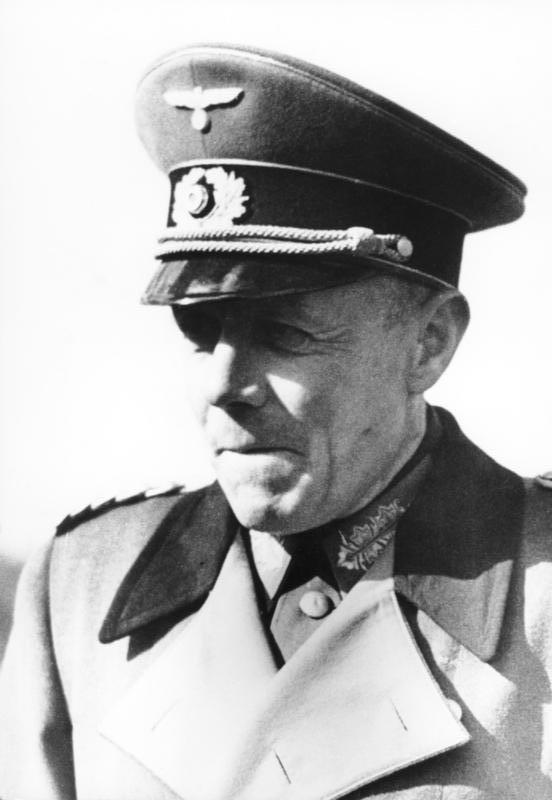
Generalul Ludwig Beck

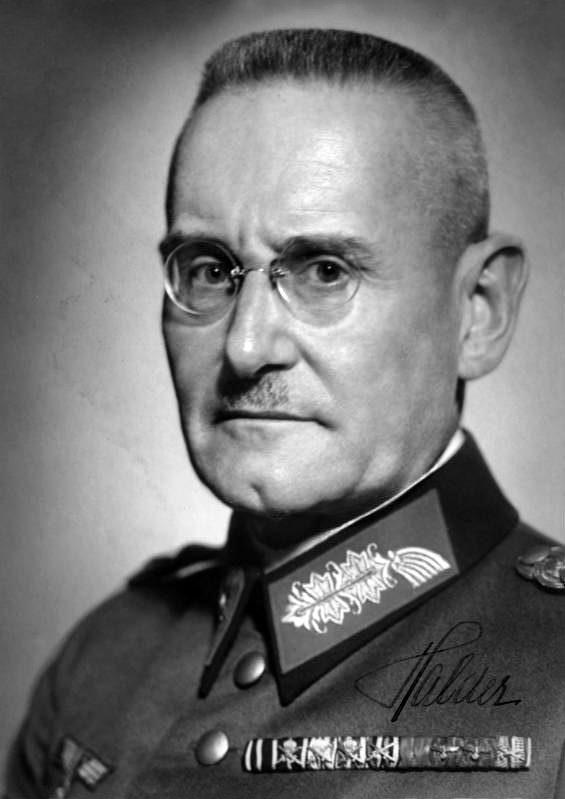
Generalul Franz Halder

În cadrul Marelui Stat Major al armatei germane, majoritatea ofițerilor provenea din clasa junkerilor, a aristocrației militare prusace, care antipatiza ideologia nazistă. În 1938, conducerea armatei, în frunte cu șeful Marelui Stat Major, generalul Ludwig Beck, avea o atitudine sceptică până la ostilă față de planul lui Hitler de a invada Cehoslovacia, cu riscul intervenției armate a marilor puteri, o aventură periculoasă, din care Germania nu avea șanse să iasă învingătoare.
Canaris, nazist încă de la începutul anilor '30, ca șef al Abwehrului, a participat activ la acțiunile de pregătire a celui de Al Doilea Război Mondial și la reușitele militare germane din prima sa parte, la pregătirea și înregimentarea populației germane din Sudeți, Danțig, la Anschluss (alipirea) Austriei și la crearea „coloanei a V-a” în țări europene și în cele două Americi, precum și la campaniile de represiune și de distrugere a rezistenței în țările ocupate. 

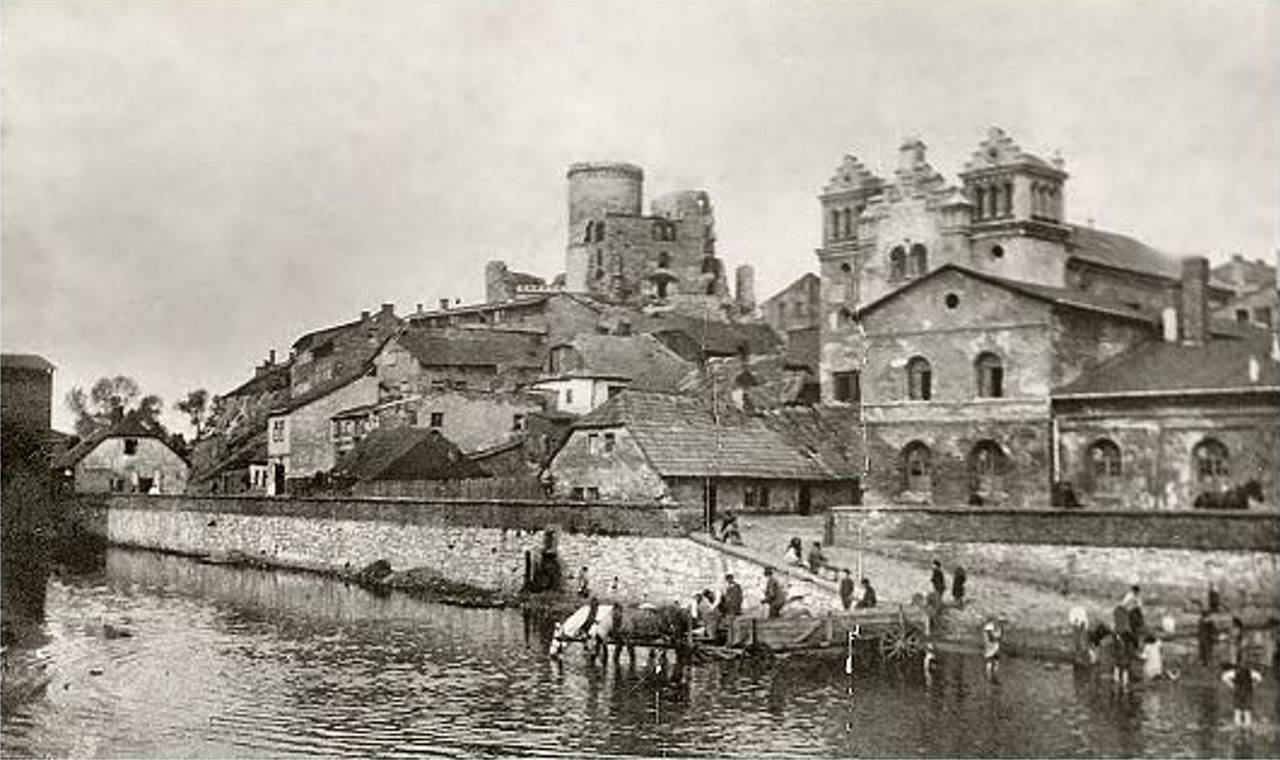
Sinagoga din Będzin, Polonia, incendiată în Holocaust

Ofițer profesionist și bine informat, cu o bună intuiție strategică, în 1939 Canaris a început să se opună planurilor de agresiune ale lui Hitler. Când Germania a invadat Polonia, Canaris a vizitat frontul și a fost martorul atrocităților comise de unitățile speciale Einsatzgruppen, între care incendierea sinagogii din Będzin și moartea cumplită a  evreilor din acel oraș. Agenții din Abwehr i-au raportat lui Canaris despre crimele de război comise de forțele germane în zonele pe care le-a ocupat în Polonia.

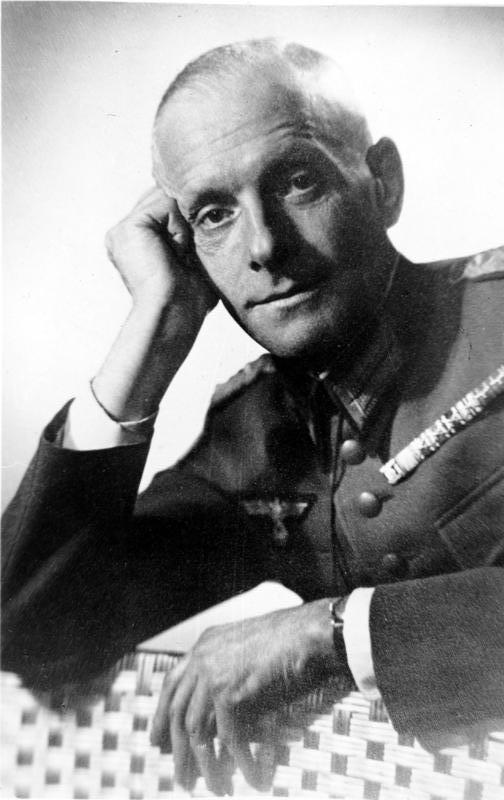
Generalul Hans Oster

David Alan Johnson susține că activitatea lui Canaris s-a concentrat asupra lui Hitler, pe care a căutat să-l convingă de lipsa de șanse în război, conflagrația urmând să se soldeze cu o catastrofă. În fața aprecierii că războiul era pierdut și dezgustat de persecuțiile rasiale, Canaris a devenit antihitlerist activ, ignorând și camuflând tentativele de lichidare a führerului. Astfel și-a atras suspiciunea celor mai aprigi dușmani ai săi, fostul său protejat SS-Obergruppenführer Reinhard Heydrich, șeful RSHA (Biroul Principal de Securitate al Reichului German, germană :Reichssicherheitshauptamt), o organizație subordonată SS-ului - RSHA a fost creat de Heinrich Himmler la 22 septembrie 1939 prin fuzionarea Sicherheitsdienst-ului (SD sau Agenția de Securitate), a Gestapo (Geheime Staatspolizei, Poliția Secretă de Stat) și a Kriminalpolizei (Poliția Organizată pentru Crime) și șeful acestuia, „Reichsführer-SS” Heinrich Himmler -  care l-a dus în final la spânzurătoare .
Cel mai important centru de opoziție din cadrul aparatului de stat a fost cel din serviciile de spionaj, care au camuflat acțiunile antihitleriste. Generalul de brigadă Hans Oster, șeful serviciilor militare de spionaj, un antihitlerist convins, protejat de Canaris, a reușit să pună la punct o rețea clandestină de opozanți, atât în armată, cât și în serviciile de spionaj. El a fost secondat de guvernatorul Băncii Reichului, Hjalmar Schacht, care a făcut și el parte din această rețea.
În convorbiri secrete, Oster, (spânzurat în lagărul de concentrare Flossenbürg la  9 aprilie 1945, împreună cu Canaris) și generalii Gisevius și Schacht, membri ai Statului Major, i-au propus lui Beck și adjunctului său, generalul Halder, să declanșeze imediat o lovitură de stat împotriva lui Hitler, dar aceștia s-au temut că nu vor obține sprijinul corpului ofițeresc. Halder l-a însărcinat pe Oster să pregătească planuri pentru un eventual puci. Conspiratorii nu au căzut însă de acord asupra soartei lui Hitler după ce acesta ar fi fost înlăturat de la putere. Între cauzele abandonării puciului a fost și incapacitatea puterilor occidentale de a se opune agresiunii lui Hitler, dar și popularitatea imensă câștigată de führer ca urmare a succesului neașteptat din bătălia Franței. Weizsäcker și Canaris fuseseră la curent cu aceste planuri.

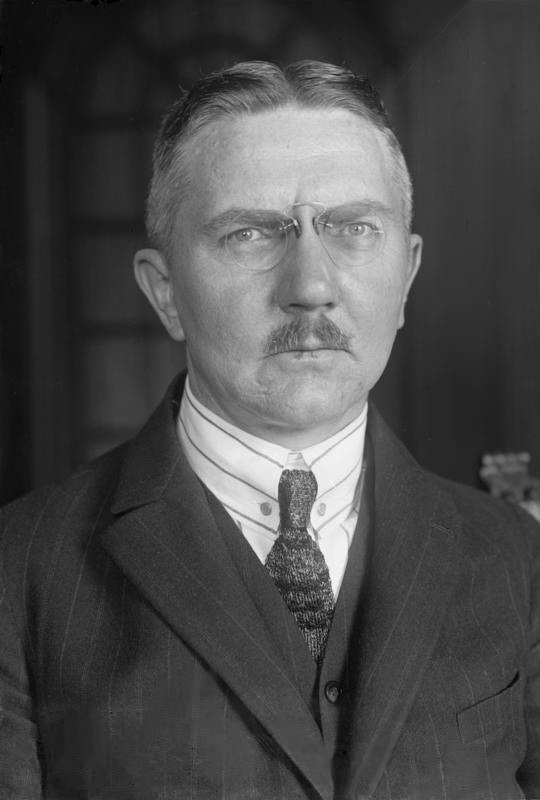
Hjalmar Schacht - guvernatorul Băncii Reichului

Este de menționat că Gestapo-ul nu a reacționat în lunile de întâlniri conspirative și numeroasele programe de acțiune ale grupurilor de rezistență din cadrul armatei și a aparatului de stat (sub patronajul lui Canaris, și de cel din cercul Goedeler-Beck) deși avea informații încă din februarie 1943 despre existența lor. Motivul ezitării lui Himmler, deși la curent cu aceste conspirații, rămâne neclar.
În august 1943, un membru al opoziției, ministrul prusac de finanțe Johannes Popitz s-a întâlnit cu Himmler și s-a oferit să-i asigure sprijinul opoziției, dacă acesta din urmă ar fi fost de acord să-l înlăture de la putere pe Hitler și să inițieze negocierile de pace. Întâlnirea nu a dus la o înțelegere, dar Popitz nu a fost arestat. Popitz nu era singurul care spera că va avea sprijinul lui Himmler pentru o lovitură de stat. Heinz Höhne, biograful lui Canaris, a sugerat că acesta ar fi colaborat cu Himmler la planificarea unei schimbări de regim.
În august, informat cu privire la această încercare de rezistență, Hitler l-a destituit pe Beck, înlocuindu-l cu adjunctul său, generalul Franz Halder. Noul șef al Marelui Stat Major a rămas în legătură cu Beck și cu Oster. Halder afirma în convorbiri cu  oamenii de încredere că îl considera pe Hitler drept „reîncarnarea diavolului”. Mai mulți ofițeri de frunte ai armatei germane (printre care comandantul regiunii militare Berlin, feldmareșalul Erwin von Witzleben) au definitivat în septembrie planurile pentru îndepărtarea lui Hitler. Comandantul armatei, generalul Walther von Brauchitsch, era la curent cu pregătirile pentru lovitura de stat și, deși îi spusese lui Halder că dezaproba acțiunea, nu l-a informat pe Hitler despre conspirație. Această atitudine este un exemplu elocvent al solidarității dintre ofițerii de frunte ai armatei germane, solidaritate care le-a înlesnit complotiștilor supraviețuirea și să fie în măsură să ofere protecție grupurilor de rezistență, cel puțin până la tentativa de lovitură de stat din 20 iulie 1944).

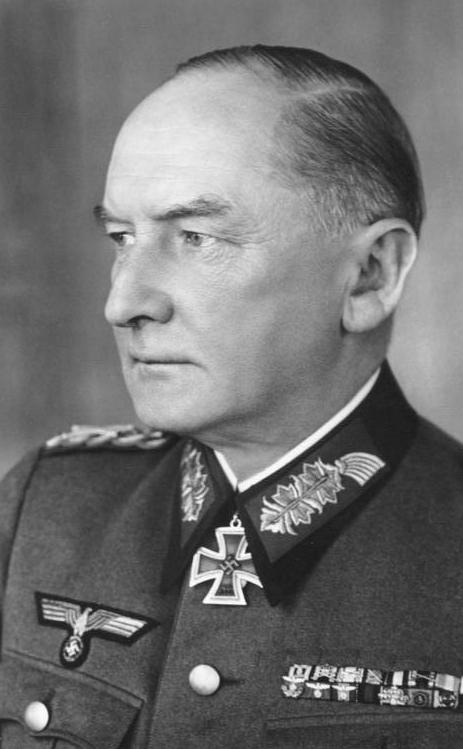
Feldmareșalul Erwin von Witzleben

Doi dintre ofițerii din Abwehr, Erwin Lahousen și Hans Bernd Gisevius, au supraviețuit războiului și au depus mărturie la procesele de la Nürnberg despre curajul lui Canaris în lupta împotriva lui Hitler. În timpul procesului intentat principalilor crimanli de război naziști, Lahousen a amintit de o convorbire avută de amiral cu feldmareșalul Wilhelm Keitel în care Canaris îl avertiza pe Keitel că, în cele din urmă, responsabilitatea pentru atrocitățile din Polonia va cădea asupra armatei. Keitel a răspuns că nu se simțea responsabil, atâta vreme cât cel care emitea ordinele era Hitler. La sfârșitul procesului, Keitel a fost găsit vinovat de crime de război și a fost executat prin spânzurare.
În ianuarie și februarie 1944 Himmler și Ernst Kaltenbrunner au pornit o mare acțiune de purificare a grupărilor dizidente. Au fost arestați Moltke și Canaris. Gestapoul a strâns lațul în jurul cercului de conspiratori până în toamna aceluiași an. Pe 4 iulie, Julius Leber, care încerca să stabilească legături cu social-democrații și comuniștii pentru formarea unui „front unit”, a fost arestat. Conspiratorii rămași în libertate au devenit conștienți că orice tentativă de asasinat trebuie organizată rapid, dar fiind faptul că pe frontul de răsărit Armata Roșie avansa fără a putea fi oprită, iar în Franța, Aliații occidentali deschiseseră al doilea front pe 6 iunie. Conspiratorii au ajuns la concluzia că mai aveau o singură șansă pentru scoaterea de pe scena politică a lui Hitler. Deși doar puțini conspiratori mai sperau ca occidentalii să fie de acord cu o pace separată cu un guvern nenazist, cei mai mulți erau conștienți că le rămâne doar opțiunea capitularii necondiționate. Marea problemă care se punea era dacă guvernul nenazist ar fi reușit să capituleze mai înainte, sau după ce sovieticii ar fi ocupat Germania. Pe de altă parte, o bună parte a conspiratorilor a ajuns la concluzia că asasinarea lui Hitler nu ar fi ajutat la nimic altceva decât la salvarea onoarei conspiratorilor, a armatei și a imaginii Germaniei în ochii lumii.
Canaris a continuat, împreună cu Lahousen și restul „cercului lui Canaris”, să lupte împotriva lui Hitler. Cei mai mulți membri ai acestui grup au fost executați de Gestapo sau au ales să se sinucidă. (Vezi și lista participanților la complotului din 20 iulie 1944).

## Canaris șiMoruzov

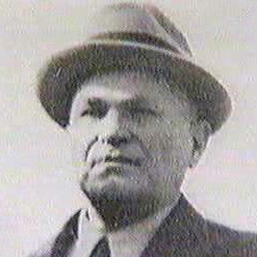
Mihail Moruzov - Creatorul și șeful Serviciului Secret de Informații al Armatei Române

Pentru Canaris și Abwehr, România era o carte deschisă. Secretele de stat ale României erau catalogate și trecute în evidență la Berlin adesea mai corect decât la București. În afară de agenții atașați pe lângă Ambasada Germană din București, mai colaborau cu spionajul german ofițeri superiori, politicieni și chiar prim-miniștri.
Lui Mihail Moruzov, creatorul și șeful Serviciului Secret de Informații al Armatei Române în perioada 1924-1940, i-au rămas în mână trei cărți pe care le juca cu iscusință de jongler: semănarea de confuzii prin folosirea de agenți dubli, jocul „la două capete” - între germani pe de o parte și francezi, englezi și americani, pe de alta - și cea de a treia carte, principala, o lista spionilor sovietici din Germania.
Cea mai pertinentă recunoaștere a poziției de înalt profesionalism a SSI sub conducerea lui Moruzov a fost din partea serviciilor de informații străine. SSI colabora cu serviciile similare din Cehoslovacia, Polonia, Iugoslavia, Finlanda și chiar Japonia. Direct sau prin câțiva colaboratori de maximă încredere (locotenent-colonelul Gh. Petrescu, maiorul Constantin Ionescu Micandru ș.a.) Moruzov a stabilit contacte directe cu serviciile de spionaj ale Franței, Angliei, Italiei și Germaniei. Legătura cu Abwehr-ul a fost cea mai strânsă, deși Abwehr-ul colabora atunci susținut cu Italia, Japonia și Ungaria.   Amiralul Canaris îi mărturisea lui Moruzov, în decembrie 1939, că era primul șef al unei structuri de informații cu care se întâlnea direct și că pentru contactul cu celelalte servicii partenere Canaris delega cel mult un adjunct. Canaris a fost de mai multe ori la București. Prin Moruzov s-au transmis mesaje către conducerea Germaniei, s-au abordat probleme delicate din relațiile bilaterale (de exemplu, problema legionarilor refugiați în Germania), s-au schimbat informații despre dispozitivele militare sovietice, întrucât Abwehr-ul nu avea în URSS o rețea de spioni de valoarea celei a SSI. Partea germană a oferit o listă de agenți sovietici în Romania (la Galați a fost recrutat László Luka, cel care, cu numele Vasile Luca, avea să devină ministrul de finanțe al României și membru al Biroului Politic al PCR). În schimb, SSI a sesizat Abwehr-ul că era penetrat informativ de spionajul sovietic.
În pofida afișării unor relații bune cu Moruzov, Canaris, aflat la o reuniune profesională în Italia și la curent cu schimbările politice din România, nu l-a avertizat pe colegul român asupra schimbării de regim de la București. La întoarcerea în patrie Moruzov a fost arestat și apoi asasinat la Jilava. Potrivit unor speculații, Canaris ar fi fost vexat de faptul că Moruzov ar fi avut spioni în Germania (între alții pe Horia Sima). La întrevederea amiralului Canaris cu Ion Antonescu la București, a doua zi după puciul anticarlist (la 7 septembrie 1940) este foarte probabil că s-a discutat și despre Mihail Moruzov, în favoarea căruia șeful Abwehrului nu a intervenit.

## Bătălia din Creta20 mai–1 iunie1941

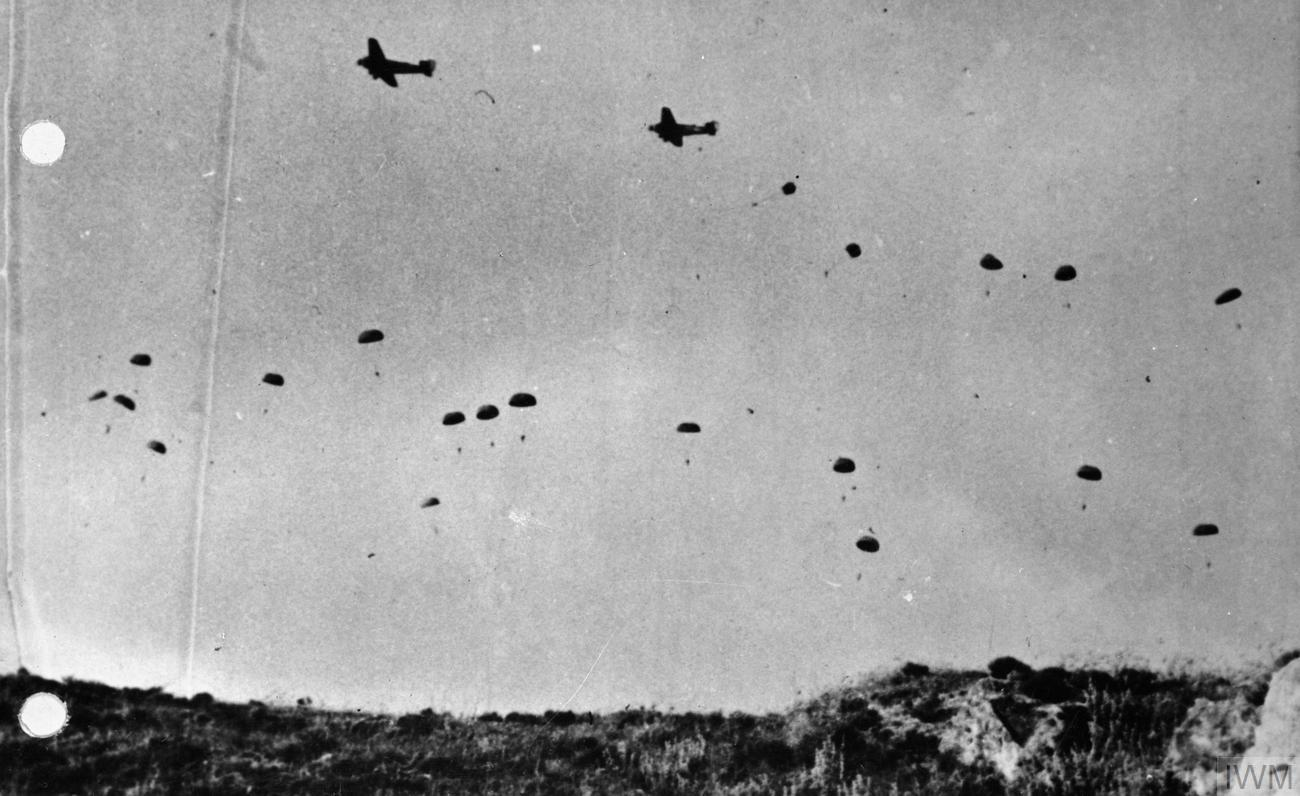
Parașutiști germani aterizând în Creta

„Operațiunea Mercur” (germană :Unternehmen Merkur) a început în dimineața zilei de 20 mai 1941  cu invadarea aeropurtată a insulei cu unitățile de elită de parașutiști ai armatei germane. După prima zi de lupte, surprinși de rezistența britanico-grecească, germanii au suferit pierderi extrem de mari, fără să reușească să-și atingă vreunul din obiectivele ordonate. Bătălia din Creta s-a evidențiat prin trei caracteristici principale: a fost prima invazie aeropurtată de până atunci, a fost pentru prima oară în timpul războiului când britanicii au folosit datele după decriptarea codului Enigma și a fost prima oară în timpul războiului când trupele germane au trebuit să facă față rezistenței în masă a populației civile (forțele aliaților s-au retras din Creta la 1 iunie, iar după această dată, lupta împotriva invadatorilor a fost continuată de rezistența greacă).
În ajunul debarcării germane în Creta Canaris raportase că în insulă erau cantonați circa 5.000 de soldați britanici, adică circa 1/4 din efectivele reale, în afară de unitățile grecești. Noul prim-ministru republican al Greciei, Eleftherios Venizelos, era cretan deci, Abwehrul a raportat că populația cretană, cu vederi republicane, urma să primească invazia trupelor germane ca eliberatoare, să accepte ocupația și să coopereze cu ocupantul. Contrar acestor previziuni, populația locală a primit cu ospitalitate familia regală (regele George al II-lea și anturajul lui), care se refugiase pe insulă în drum spre Anglia. Germanii au subapreciat patriotismului și potențialul de autoapărare al populației cretane. Unitățile din armata greacă și entuziasmul patriotic cretan, chiar și cel al unui grup de pușcăriași eliberați de trupele germane, au oferit o surpriză neplăcută trupelor germane, ceea ce implică două posibilități: ori Canaris  - care avea în Creta, o rețea de informatori și ar fi trebuit să cunoască perfect situația locală - a fost dezinformat, ori, mai plauzibil, el a încercat să saboteze planurile lui Hitler.
Date fiind pierderile grele suferite de parașutiștii germani în Creta Hitler a interzis efectuarea oricărei alte operațiuni aeropurtate de mare amploare..

## Arestarea și execuția

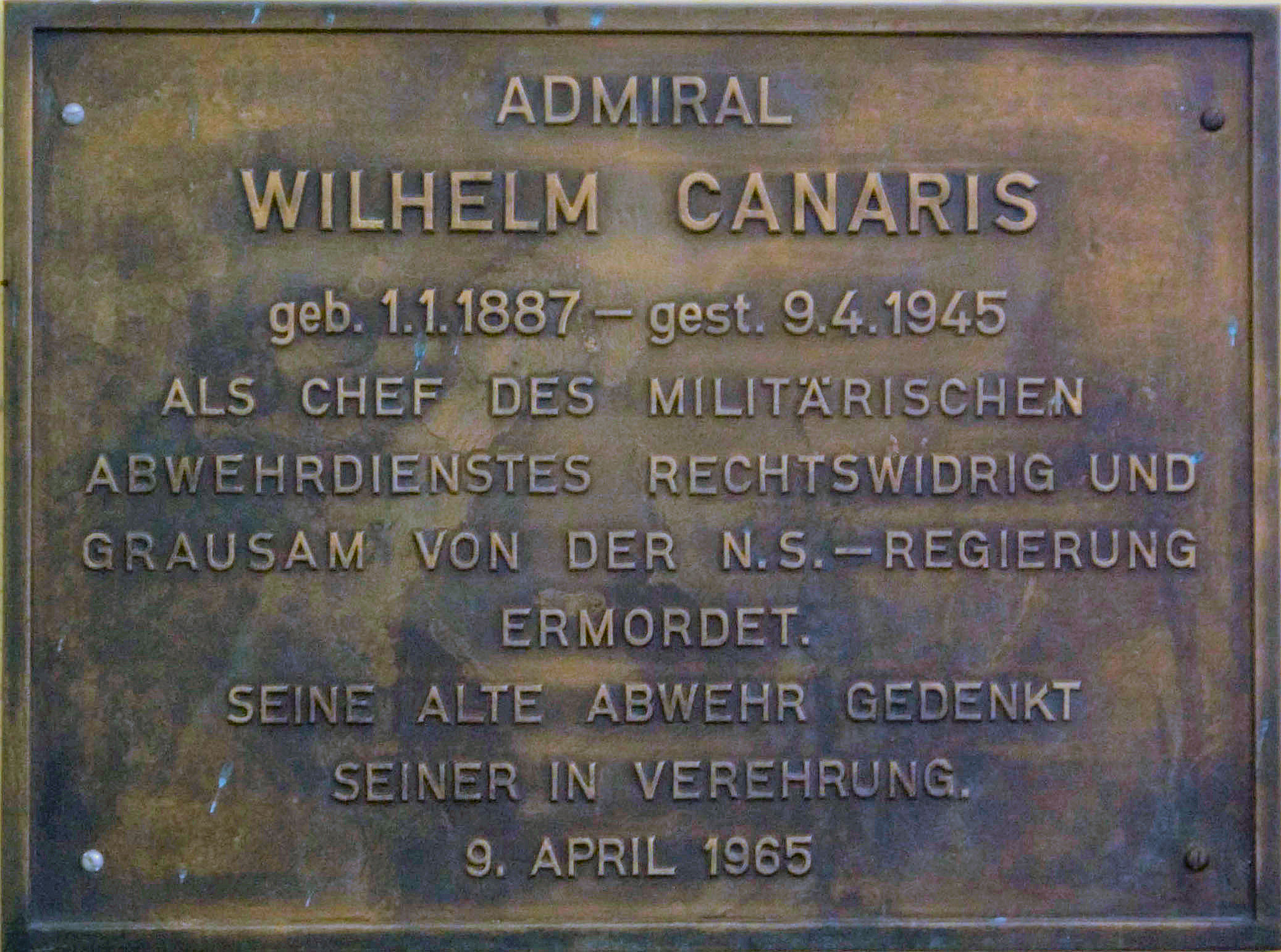
Amiralul Wilhelm Canaris - placă comemorativă

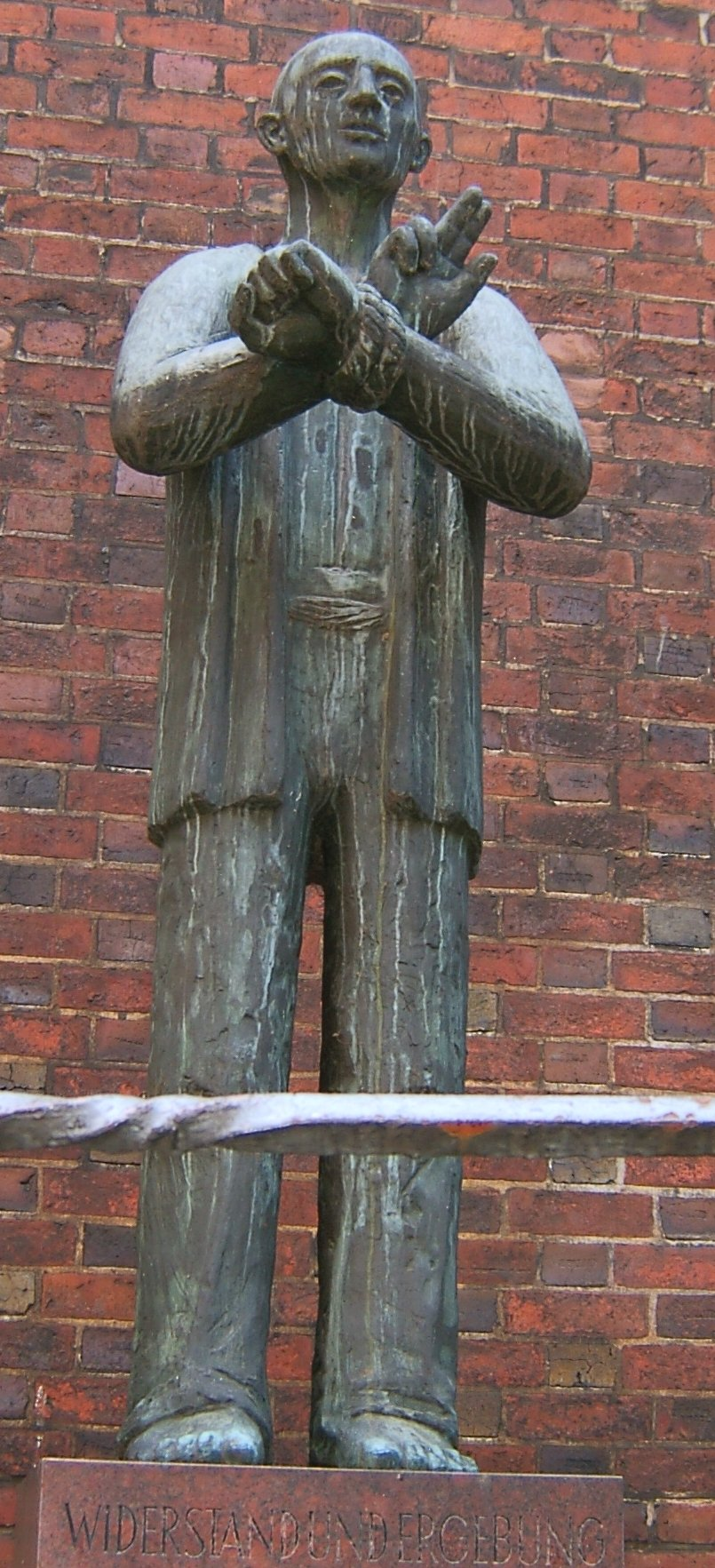
Monument în amintirea pastorului Dietrich Bonhoeffer

Hitler și-a pierdut încrederea în Canaris și l-a demis în februarie 1944, înlocuindu-l cu Walter Schellenberg și comasând cea mai mare parte a Abwehr-ului cu SD-ul de sub comanda vechiului său rival, Himmler, care visa și uneltea de multă vreme să pună mâna pe toate serviciile de spionaj ale Reich-ului.
Fiindcă avusese domiciliu forțat, Canaris nu a putut fi inculpat ca participant activ la Atentatul din 20 iulie 1944 împotriva lui Hitler, dar Himmler l-a convins pe Hitler de legăturile sale cu complotiștii. La 29 iulie Walter Schellenberg, însoțit de doi agenți a venit să-l aresteze la domiciliu, lăsându-i pentru o oră opțiunea de a-și „rezolva singur problemele personale" (de a se sinucide). Amiralul s-a spălat, s-a bărbierit și s-a urcat în mașina care-l aștepta. Canaris nu s-a sinucis deoarece - cunoscând tentativele de negociere ale lui Himmler cu Aliații occidentali pentru capitularea Germaniei - a mizat pe o fisură între Führer și adjunctul său, drept la care i-a cerut lui Schellenberg să-i aranjeze o întrevedere cu Reichsfůhrer-ul SS (vezi mai sus, Heinz Höhne, biograful lui Canaris, a sugerat că acesta ar fi colaborat cu Himmler la planificarea unei schimbări de regim). Himmler, poate de teamă să nu afle Hitler, poate datorită vechii ranchiune, a refuzat să-l primească.
După luni de penitență însoțită de anchete și schingiuiri un tribunal SS l-a găsit vinovat. Canaris a fost executat la 9 aprilie 1945, cu câteva săptămâni înaintea sfârșitului războiului în lagărul de concentrare Flossenbürg, nud, prin strangulare lentă cu o coardă de pian legată de un cârlig de măcelărie. Au fost executați de asemeni generalul Hans Oster, Karl Sack (avocat-judecător general al armatei), pastorul luteran Dietrich Bonhoeffer și căpitanul de Abwehr Ludwig Gehre.
Vecinul de celulă al lui Canaris, colonelul danez Lundig, fostul șef al serviciilor de spionaj daneze, printr-un cod de comunicare și-a notat amintirile și ultima sa autobiografie, singura recunoscută ca autentică. 
„Mor pentru patria mea. Am conștiința curată. Mi-am făcut datoria față de țară când am încercat să mă opun nebuniei criminale a lui Hitler. - Amiral Wilhelm Canaris”

## Reabilitarea
Canaris a intervenit pentru a salva victime ale persecuțiilor naziste, inclusiv sute de evrei, mulți dintre ei deveniți „agenți” ad-hoc ai Abwehrului, apoi, cu acte false, reușind să părăsească Germania Nazistă. În mai multe rânduri, Canaris a salvat din mâinile Gestapoului mai mulți evrei, susținând oficial că aceștia ar fi fost agenți ai săi de care nu se putea lipsi. Se consideră că datorită intervențiilor sale au fost salvați din Varșovia ocupată marele rabin din Lubavici și rabinul Joseph Isaac Schneersohn cu familiile lor, care, via Berlin, au ajuns în cele din urmă în Statele Unite.
După război s-au depus cereri de reabilitare a activiștilor antihitleriști.  Huppenkothen și Thorbeck au cerut de trei ori rejudecarea procesului, dar rezultatele au fost negative. În 1956, judecătorii Înaltei Curți germane au reconfirmat sentințele tribunalelor naziste declarând că asasinatele au fost legale și că regimul nazist a avut dreptul legal să-i execute pe trădători.
În 1996, în urma unei acțiuni demarată de o grupă de studenți germani, amiralul Canaris,  pastorul Bonhoeffer și alți rezistenți antihitleriști au fost reabilitați oficial, post mortem, de către justiția germană care a anulat sentința de înaltă trădare a tribunalului nazist.

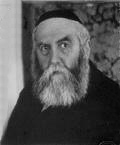
Ițhak Iosef Șneurson (1880 - 1950), al VI-lea Admor de Lubavici

Istoricul israelian Danny Orbach a încercat în anul 2005 să pornească procedura de recunoaștere a amiralului ca Drept între popoare cu titlu postum, fără succes. Motivele refuzului au fost două:
-Canaris nu și-a riscat viața pentru salvarea evreilor, ci și-a folosit autoritatea de comandant;
-El nu s-a opus războiului, ci l-a susținut și a colaborat la declanșarea lui.
La 5 august 2009 rabinul Beniamin Lipshitz, secretarul localității habadnice (habotnice) israeliene Kfar Habad, în numele conducerii grupării religioase Habad (hasidim ai rabinului Ițhak Iosef Șneurson, al șaselea Admor de Lubavici, salvat de Canaris împreună cu încă alți 500 de evrei) s-a adresat oficialităților Israeliene pentru redemararea procedurii de recunoaștere a amiralului ca Drept între popoare. Această cerere se bazează în special pe cartea lui Danny Orbach publicată în 2009.
„Am probe”, a declarat Orbach, „că amiralul și-a riscat viața în salvarea evreilor și că a subminat războiul hitlerist prin faptul că l-a convins pe dictatorul Spaniei, Franco să nu intervină de partea naziștilor”.
În urma intervenției lui Orbach din anul 2002, ajutorul lui Canaris, av. dr. Hans von Dohnanyi (n. 1902 - executat la 9 aprilie 1945 în Lagărul de concentrare Sachsenhausen), a fost declarat de Israel în 2003 Drept între popoare cu titlu postum.

## Notă de subsol
- [A]Konstantinos Kanaris (în greacă Κωνσταντίνος Κανάρης) (n. 1793 sau 1795 la Psara – d. 2 septembrie 1877) a fost un amiral și om politic grec. După ce Germania a întrat în război cu Grecia, Canaris s-a dezis de afirmațiile interioare privind înrudirea cu amiralul grec și a recurs la o versiune nouă, aceea a descendenței paterne dintr-o familie de ofițeri italieni cu aproape același nume, Canarisi. Este semnificativ faptul că cele cinci limbi pe care le stăpânea includeau greaca, dar nu și italiana.

## Legături externe
- en  Wilhelm Canaris, A Photo Chronology, http://canaris.fotopic.net/ Arhivat în 6 mai 2013, la Wayback Machine.
- en  http://www.joric.com/Conspiracy/Canaris.htm Arhivat în 7 martie 2005, la Wayback Machine.